# Ban San Kosa
Ban San Kosa (Thai: บ้านสันกอสา) is een plaats in de tambon Pong Ngam in de provincie Chiang Rai. De plaats heeft een oppervlakte van 2,1 km² en telde in 2009 in totaal 495 inwoners, waarvan 235 mannen en 260 vrouwen. Ban San Kosa telde destijds 156 huishoudens.